# كوينتين كريسب
كوينتين كريسب (بالإنجليزية: Quentin Crisp) (مواليد 25 ديسمبر 1908 في لندن - 21 نوفمبر 1999)، هو كاتب وراوي إنجليزي. عاش بالضواحي التقليدية لمدينة لندن، وفي مرحلة شبابه كان يستمتع بوضع الميكياج وطلاء الأظافر، وعمل كصبي مستأجر خلال فترة مراهقته. ثم أمضى 30 عاماً كعارض أزياء محترف في صفوف كليات الفنون. المقابلات التي كانت تجرى معه أعطت تصوراً غير طبيعي عن حياته للجمهور مما أثار فضولهم وتوجيهة الانتقادات من البعض لتجاوزه الأخلاق الاجتماعية. اشتهرت كتاباته المسرحية في بريطانيا وحتى الولايات المتحدة وظهر بالأفلام وعلى شاشات التلفزيون. وتحدى كريسب الانتقادات الموجهة لتحرر المثليين والأميرة ديانا أميرة ويلز.

## روابط خارجية
- كوينتين كريسب على موقع IMDb (الإنجليزية)
- كوينتين كريسب على موقع ألو سيني (الفرنسية)
- كوينتين كريسب على موقع ميوزك برينز (الإنجليزية)
- كوينتين كريسب على موقع أول موفي (الإنجليزية)
- كوينتين كريسب على موقع قاعدة بيانات برودواي على الإنترنت (الإنجليزية)
- كوينتين كريسب على موقع قاعدة بيانات برودواي على الإنترنت (الإنجليزية)
- كوينتين كريسب على موقع قاعدة بيانات الأفلام السويدية (السويدية)
- كوينتين كريسب على موقع إن إن دي بي (الإنجليزية)
- كوينتين كريسب على موقع أول ميوزيك (الإنجليزية)
- كوينتين كريسب على موقع ديسكوغز (الإنجليزية)